# 神江里見
神江 里見（こうえ さとみ、1950年7月6日 - 2016年2月14日）は、日本の漫画家。福岡県北九州市出身。
1973年、『ヤングコミック』（少年画報社）に掲載された「ヒモ」（原作：小池一夫）でデビュー。
高校卒業後、さいとう・たかをの「さいとう・プロ」に在籍。退社したあと、小池一夫を中心に叶精作、小山ゆうらと共に「スタジオシップ」を設立。そこで劇画作家として作品を多数発表した。
2016年2月14日、死去。享年65。『ストレンジャーソレント』（小池書院）にて『爆誕ツバメ』を連載中だった。

## 作品リスト
- 『弐十手物語』全110巻（原作：小池一夫、小学館ビッグコミックス、1981年 - 2005年　週刊ポスト連載
- 『新・弐十手物語』（原作：小池一夫、文藝ポスト）
- 『青春チンポジュウム』（原作：小池一夫）秋田漫画文庫、1986年
- 『ナイトストーン 危険な扇動者』来賀友志 竹書房近代麻雀コミックス 1994年
- 『数奇者やねん』尾家行展原作 講談社モーニングKC 1997年
- 『徳川慶喜 幕末動乱・最後の将軍』五島慎太郎作　世界文化社　1997年
- 『元禄忠臣蔵大石内蔵助』五島慎太郎作　世界文化社　1998年
- 『徳川三代の野望』五島慎太郎作　世界文化社　1999年
- 『織田信長推理帳 不動明王の剣』井沢元彦原作　小学館ビッグコミックス 2005年
- 『気怠く彦次郎 ラブホテル女子高生殺人事件編』小池一夫原作 小池書院　2008年
- 『特殊秘密部隊セクションD』小池書院　2009年
- 『侍たちの宴』（原作：山手樹一郎）小学館ビッグコミックス、2008年
- 『必殺闇同心』黒崎裕一郎原作 小池書院　2009年
- 『藤堂高虎伝 虎視眈々 戦国の世を生き抜いた武将』小池一夫作　小池書院　2010年
- 『忘れ苦兵衛』小池一夫作 小池書院　2011年
- 『下苅り半次郎』小池一夫作 小池書院　2012年
- 『爆誕ツバメ』鳴二一巴作 小池書院　2013年 - 死去により未完